# Uranophora jinx
Uranophora jinx là một loài bướm đêm thuộc phân họ Arctiinae, họ Erebidae.